# حسن (مجلة)
مجلة حسن هي مجلة سعودية أسبوعية للأطفال تصدر كل أربعاء عن مؤسسة عكاظ للصحافة والنشر بمدينة جدة، رغم كون مكتب القاهرة هو الأساسي. صدرت المجلة لأول مرة في 20 أبريل 1974م، القطع 19,5×27 سم، توجه إلى الأطفال في أكثر من مرحلة عمرية، ابتداءً من السادسة وحتى السادسة عشر.
تتضمن المجلة مقدمة بعنوان أهلاً يكتبها أبو حسن، والملاحظ أن أغلب أسماء الكتاب والرسامين مستعارة، مثل الشخصية الرئيسية ضغام وهندام، سيناريو ورسوم علي بابا، وهو في الواقع الرسام عادل البطراوي، وأيضاً أبو أحمد كاتب سيناريو وأبو تامر، وزكريا، رسام شخصية الديك الذي يعرف الحقيقة، وفي بعض الأحيان يُذكر اسم الكاتب مثل محمد قطب، وأحمد زيادة، وجمال الموجي، ومجدي نجيب أو الرسام مثل: زكريا خليل أو عناني ومحمد حاكم أو جمال الموجي
تعتمد المجلة على صفحات الكرتون الملونة التي تصل إلى 15 صفحة ملونة من صفحات المجلة التي تبلغ 32 صفحة نصفها تقريباً أبيض وأسود، تعتمد المجلة على المعرفة والتسالي، ينشر في المجلة قصص قصيرة مزودة برسوم توضيحية، وليست هناك ملاحق للمجلة إلا أنها تنشر صوراً للقراء الصغار ومساهمات هؤلاء القراء التي تنشر في أكثر من مكان في العدد الواحد شعار المجلة كما سبق ذكره أنها مجلة تربوية. وتخلو المجلة من الإعلانات، إلا أنها كانت تعلن عن مجلة ماجد من وقت لآخر، وتناشدهم بالانضمام لعائلة ماجد. يتضمن الغلاف إشارات واضحة لمواد العدد، سعر المجلة 3 ريالات وغالباً ما يضم الغلاف الأخير صورة بوستر لأحد نجوم الكرة في المملكة العربية السعودية، باعتبار أن المجلة تفرد صفحة في آخر المجلة للرياضة وأخبارها خاصة كرة القدم.

## طاقم العمل
- المدير العام: علي حسين شبكشي
- رئيس التحرير: يعقوب محمد إسحق
- المدير الفني: عادل البطراوي

## الأبواب
- أصدقائي
- للموهوبين فقط
- لا إله إلا الله محمد رسول الله
- للأذكياء فقط
- حكاية للأولاد والبنات
- العالم في عيون الأطفال